# Isla Santa Inés
Isla Santa Inés är en ö i Chile.   Den ligger i regionen Región de Magallanes y de la Antártica Chilena, i den södra delen av landet, 2 300 km söder om huvudstaden Santiago de Chile. Arean är 3,0 kvadratkilometer.
Öns högsta punkt är 1 284 meter över havet.